# Adrien Rabiot
Adrien Rabiot-Provost (Saint-Maurice, Valle del Marne, 3 de abril de 1995) es un futbolista francés que juega de centrocampista en el Olympique de Marsella de la Ligue 1 de Francia.

## Trayectoria.

### París Saint-Germain
A muy corta edad jugó para el US Créteil-Lusitanos y posteriormente en el Manchester City. El 2 de julio de 2012, después de sobresalir en el Camp des Loges, firmó su primer contrato profesional de tres años con el París Saint-Germain.
Rabiot fue ascendido al primer equipo por Carlo Ancelotti antes de la temporada 2012-13.
En la pretemporada del club, debutó en agosto de 2012, en la derrota por penaltis ante el Barcelona, y el 26 de agosto jugó su primer partido en la Ligue 1, en un empate en casa 0-0 ante el Girondins de Burdeos.
El 6 de noviembre de 2012, Rabiot hizo su debut en la Liga de Campeones de la UEFA en la victoria 4-0 sobre el GNK Dinamo Zagreb en la fase de grupos. En enero del año siguiente, fue cedido al Toulouse FC, anotando su primer gol como profesional contra el Stade Brestois el 9 de marzo de 2013.

### Juventus F. C.
El 1 de julio de 2019 la Juventus F. C. anunció su fichaje llegando a coste cero tras finalizar contrato con el PSG.

## Selección nacional
El 13 de agosto de 2013, con tan solo 18 años, Rabiot hizo su primera aparición con el equipo francés sub-21, siendo titular en un empate 0–0 en un partido amistoso contra Alemania en Friburgo. Estuvo en espera para el equipo completo en la plantilla de la UEFA Euro 2016, pero no fue seleccionado en el corte final.[cita requerida]

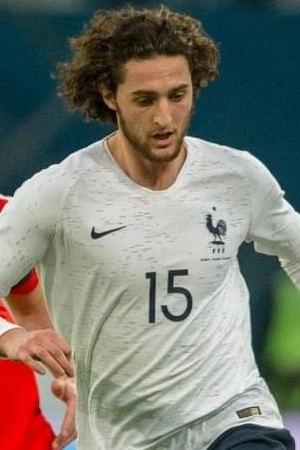
Rabiot con la selección francesa en 2018.

Rabiot debutó con la selección absoluta de Francia el 15 de noviembre de 2016 contra Costa de Marfil, siendo titular y sustituido por Thomas Lemar a los 78 minutos del amistoso en casa (0-0), debido a una lesión en los isquiotibiales. El 17 de mayo de 2018, fue incluido en la lista de reservas por el entrenador Didier Deschamps para la plantilla de la Copa del Mundo de la FIFA 2018. Sin embargo, de manera controvertida, rechazó ser incluido en la lista de espera, enviando un correo electrónico al entrenador y diciendo que no sería capaz de "seguir el programa de entrenamiento". Noël Le Graët, presidente de la Federación Francesa de Fútbol, comentó: "Tomó una mala decisión. Se penaliza y se sanciona a sí mismo."
El 18 de mayo de 2021, Rabiot fue incluido en la selección de 26 jugadores de Francia para la UEFA Euro 2020. Entró como lateral izquierdo de emergencia en el último partido de la fase de grupos contra Portugal debido a las lesiones de Lucas Hernandez y Lucas Digne, y mantuvo un papel titular como carrilero izquierdo en una inédita formación 3–5–2 contra Suiza en los octavos de final; su equipo perdió en una tanda de penaltis después de un empate 3–3.
El 13 de noviembre, Rabiot anotó su primer gol internacional en una victoria en casa por 8-0 sobre Kazajistán, lo que permitió a Francia clasificar para la Copa Mundial de la FIFA 2022.
El 22 de noviembre de 2022, jugando contra Australia, Rabiot anotó el primer gol de Francia en la Copa Mundial de la FIFA 2022.

### Participaciones en Copas del Mundo
| Mundial      | Sede  | Resultado  | Partidos | Goles |
| ------------ | ----- | ---------- | -------- | ----- |
| Mundial 2022 | Catar | Subcampeón | 6        | 1     |

### Participaciones en Eurocopas
| Eurocopa               | Sede     | Resultado        |
| ---------------------- | -------- | ---------------- |
| Europeo Sub-19 de 2013 | Lituania | Subcampeón       |
| Eurocopa 2020          | Europa   | Octavos de final |
| Eurocopa 2024          | Alemania | Semifinales      |

### Goles como internacional
| Goles como internacional con Francia | Goles como internacional con Francia | Goles como internacional con Francia  | Goles como internacional con Francia | Goles como internacional con Francia | Goles como internacional con Francia | Goles como internacional con Francia  |
| Núm.                                 | Fecha                                | Lugar                                 | Rival                                | Gol                                  | Resultado                            | Competición                           |
| ------------------------------------ | ------------------------------------ | ------------------------------------- | ------------------------------------ | ------------------------------------ | ------------------------------------ | ------------------------------------- |
| 1                                    | 13 de noviembre de 2021              | Stade de France, Saint-Denis, Francia | Kazajistán                           | 6-0                                  | 8-0                                  | Clasificación para el Mundial de 2018 |
| 2                                    | 6 de junio de 2022                   | Estadio Poljud, Split, Croacia        | Croacia                              | 0-1                                  | 1-1                                  | Liga de Naciones de la UEFA 2022-23   |
| 3                                    | 22 de noviembre de 2022              | Estadio Al Janoub, Al Wakrah, Catar   | Australia                            | 1-1                                  | 4-1                                  | Mundial 2022                          |
| 4                                    | 18 de noviembre de 2023              | Allianz Riviera, Niza, Francia        | Gibraltar                            | 8-0                                  | 14-0                                 | Clasificación para la Eurocopa 2024   |

## Estadísticas

### Clubes
Actualizado al último partido disputado el 17 de mayo de 2025.
| Club                              | Div.          | Temporada     | Liga  | Liga  | Liga   | Copas nacionales | Copas nacionales | Copas nacionales | Copas internacionales | Copas internacionales | Copas internacionales | Total | Total | Total  |
| Club                              | Div.          | Temporada     | Part. | Goles | Asist. | Part.            | Goles            | Asist.           | Part.                 | Goles                 | Asist.                | Part. | Goles | Asist. |
| --------------------------------- | ------------- | ------------- | ----- | ----- | ------ | ---------------- | ---------------- | ---------------- | --------------------- | --------------------- | --------------------- | ----- | ----- | ------ |
| Toulouse F. C. Francia            | 1.ª           | 2012-13       | 13    | 1     | 3      | 0                | 0                | 0                | —                     | —                     | —                     | 13    | 1     | 3      |
| Toulouse F. C. Francia            | Total club    | Total club    | 13    | 1     | 3      | 0                | 0                | 0                | 0                     | 0                     | 0                     | 13    | 1     | 3      |
| París Saint-Germain F. C. Francia | 1.ª           | 2012-13       | 6     | 0     | 0      | 2                | 0                | 0                | 1                     | 0                     | 0                     | 9     | 0     | 0      |
| París Saint-Germain F. C. Francia | 1.ª           | 2013-14       | 25    | 2     | 0      | 3                | 1                | 0                | 6                     | 0                     | 0                     | 34    | 3     | 0      |
| París Saint-Germain F. C. Francia | 1.ª           | 2014-15       | 21    | 4     | 1      | 8                | 0                | 1                | 4                     | 0                     | 0                     | 33    | 4     | 2      |
| París Saint-Germain F. C. Francia | 1.ª           | 2015-16       | 24    | 1     | 1      | 11               | 2                | 0                | 7                     | 3                     | 0                     | 42    | 6     | 1      |
| París Saint-Germain F. C. Francia | 1.ª           | 2016-17       | 27    | 3     | 2      | 7                | 1                | 1                | 5                     | 0                     | 1                     | 39    | 4     | 4      |
| París Saint-Germain F. C. Francia | 1.ª           | 2017-18       | 33    | 1     | 5      | 9                | 3                | 0                | 8                     | 1                     | 2                     | 50    | 5     | 7      |
| París Saint-Germain F. C. Francia | 1.ª           | 2018-19       | 14    | 2     | 1      | 1                | 0                | 1                | 5                     | 0                     | 0                     | 20    | 2     | 2      |
| París Saint-Germain F. C. Francia | Total club    | Total club    | 150   | 13    | 10     | 41               | 7                | 3                | 36                    | 4                     | 3                     | 227   | 24    | 16     |
| Juventus de Turín · Italia        | 1.ª           | 2019-20       | 28    | 1     | 1      | 4                | 0                | 0                | 5                     | 0                     | 0                     | 37    | 1     | 1      |
| Juventus de Turín · Italia        | 1.ª           | 2020-21       | 34    | 4     | 2      | 6                | 0                | 0                | 7                     | 1                     | 1                     | 47    | 5     | 3      |
| Juventus de Turín · Italia        | 1.ª           | 2021-22       | 32    | 0     | 2      | 6                | 0                | 0                | 7                     | 0                     | 1                     | 46    | 0     | 3      |
| Juventus de Turín · Italia        | 1.ª           | 2022-23       | 32    | 8     | 4      | 3                | 0                | 0                | 13                    | 3                     | 1                     | 48    | 11    | 5      |
| Juventus de Turín · Italia        | 1.ª           | 2023-24       | 31    | 5     | 3      | 4                | 0                | 0                | —                     | —                     | —                     | 35    | 5     | 3      |
| Juventus de Turín · Italia        | Total club    | Total club    | 157   | 18    | 12     | 23               | 0                | 0                | 32                    | 4                     | 3                     | 212   | 22    | 15     |
| Olympique de Marsella Francia     | 1.ª           | 2024-25       | 29    | 9     | 4      | 2                | 1                | 1                | —                     | —                     | —                     | 31    | 10    | 5      |
| Olympique de Marsella Francia     | Total club    | Total club    | 29    | 9     | 4      | 2                | 1                | 1                | 0                     | 0                     | 0                     | 31    | 10    | 5      |
| Total carrera                     | Total carrera | Total carrera | 349   | 41    | 29     | 66               | 8                | 4                | 68                    | 8                     | 6                     | 483   | 57    | 39     |

## Palmarés

### Títulos nacionales
| Título                     | Club                      | País    | Año     |
| -------------------------- | ------------------------- | ------- | ------- |
| Copa de la Liga de Francia | París Saint-Germain F. C. | Francia | 2013-14 |
| Ligue 1                    | París Saint-Germain F. C. | Francia | 2013-14 |
| Supercopa de Francia       | París Saint-Germain F. C. | Francia | 2014    |
| Copa de la Liga de Francia | París Saint-Germain F. C. | Francia | 2014-15 |
| Ligue 1                    | París Saint-Germain F. C. | Francia | 2014-15 |
| Copa de Francia            | París Saint-Germain F. C. | Francia | 2014-15 |
| Supercopa de Francia       | París Saint-Germain F. C. | Francia | 2015    |
| Ligue 1                    | París Saint-Germain F. C. | Francia | 2015-16 |
| Copa de la Liga de Francia | París Saint-Germain F. C. | Francia | 2015-16 |
| Copa de Francia            | París Saint-Germain F. C. | Francia | 2015-16 |
| Supercopa de Francia       | París Saint-Germain F. C. | Francia | 2016    |
| Copa de la Liga de Francia | París Saint-Germain F. C. | Francia | 2016-17 |
| Copa de Francia            | París Saint-Germain F. C. | Francia | 2016-17 |
| Supercopa de Francia       | París Saint-Germain F. C. | Francia | 2017    |
| Copa de la Liga de Francia | París Saint-Germain F. C. | Francia | 2017-18 |
| Ligue 1                    | París Saint-Germain F. C. | Francia | 2017-18 |
| Copa de Francia            | París Saint-Germain F. C. | Francia | 2017-18 |
| Supercopa de Francia       | París Saint-Germain F. C. | Francia | 2018    |
| Ligue 1                    | París Saint-Germain F. C. | Francia | 2018-19 |
| Serie A                    | Juventus F. C.            | Italia  | 2019-20 |
| Supercopa de Italia        | Juventus F. C.            | Italia  | 2020    |
| Copa Italia                | Juventus F. C.            | Italia  | 2020-21 |
| Copa Italia                | Juventus F. C.            | Italia  | 2023-24 |

### Títulos internacionales
| Título                      | Club (*) | Sede   | Año  |
| --------------------------- | -------- | ------ | ---- |
| Liga de Naciones de la UEFA | Francia  | Italia | 2021 |

(*) Incluyendo la selección.